# Поп-панк
Поп-панк — один из базовых жанров панк-рока, характеризующийся смешением принципов и инструментальной секции типичного панк-рока с мягкими поп-мелодиями и приёмами поп-музыки (а также других «лёгких» жанров). Появившись вместе с, собственно, панк-роком, поп-панк пережил «новое рождение» и крупнейший (для панк-рока вообще) коммерческий успех в 1990-е годы.

## История
Первыми поп-панками считаются первые панк-рокеры — Ramones. Для некоторых их, особенно ранних, композиций уже были характерны увеселительная направленность, отсутствие социальных проблем и общее позитивное настроение, так нехарактерное для появившихся на грани с 1980-ми «мрачных» жанров панка (таких, как хардкор-панк и стрит-панк). Самой первой «полноценной» поп-панк-группой стали Buzzcocks, которые сумели по сравнению с довольно брутальной и непривычной для неподготовленного слушателя «аранжировкой» и вокалом Ramones добиться очень лёгкого звучания, в котором бы сочетались характерный для панк-рока гитарный напор и воздушные мелодии на основе поп-рока и бабблгам-попа 1960-х.
Параллельно с Buzzcocks и другими лёгкими поп-панк-командами в Англии стало развиваться движение возродителей субкультуры модов — мод-ривайвл. Лидеры этого направления, The Jam, и другие группы жанра сочетали мелодизм модов первой волны (The Who и The Kinks), сохраняя жёсткость их подачи и утяжеляя её панк-роковыми элементами. Параллельно с этим появляются родственные поп-панку жанры — пауэр-поп (нововолновые группы вроде The Knack), ска второй волны (Madness, The Specials). Также явное влияние на жанр оказал и Элвис Костелло, игравший легкую музыку на стыке панка и пауэр-попа.
В 1980-е годы Operation Ivy (а чуть ранее — малоизвестные Serious Drinking, Clash) скрестили панк со ска. На основе ска-панка, поначалу ещё близкого к жёсткому хардкору, начали появляться более лёгкие группы вроде NOFX, на основе которых начала формироваться самая успешная волна поп-панка. Ключевое влияние на этот поджанр также оказали работы Bad Religion. Коммерческий успех в 1992—1994 гг. групп Green Day, The Offspring (двух главных поп-панк-групп 1990-х) породил новую волну поп-панка. Её последователями в конце десятилетия стали такие группы, как Sum 41, Blink-182, Jimmy Eat World и Good Charlotte. В 1990-х появились такие культовые группы как New Found Glory, MxPx, Simple Plan, Zebrahead.
Начиная со второй половины первого десятилетия XXI века появляется течение под названием изикор, которое представляет собой сплав из поп-панка и хардкора. Представителями данного стиля являются такие группы, как Chunk! No, Captain Chunk!, Set Your Goals и Four Year Strong.